# آل بليدان (رماح)
آل بليدان، هي قرية من فئة (ب) تقع في محافظة رماح، والتابعة لمنطقة الرياض في السعودية. وتبعد آل بليدان عن محافظة رماح بمسافة تقارب () كم.